# Pasaje (kanton)
Pasaje – kanton w Ekwadorze, w prowincji El Oro. Stolicą kantonu jest Pasaje.